# Michele Pessoa
Michele Pessoa (ur. 4 stycznia 1963) – angolska pływaczka, olimpijka.
Wystartowała na Letnich Igrzyskach Olimpijskich 1980 w Moskwie w dwóch konkurencjach. Na dystansie 100 m stylem grzbietowym uzyskała ostatni, 26. czas eliminacji (1:26,59). W wyścigu na 100 m stylem dowolnym osiągnęła 27. wynik eliminacji (1:09,10), co pozwoliło jej wyprzedzić dwie pływaczki.
Jest pierwszą w historii kobietą reprezentującą Angolę na igrzyskach olimpijskich (była również jedyną kobietą, która znalazła się w kadrze Angoli na igrzyskach w Moskwie).